# Billbergia chlorantha
Billbergia chlorantha är en gräsväxtart som beskrevs av Lyman Bradford Smith. Billbergia chlorantha ingår i släktet Billbergia och familjen Bromeliaceae. Inga underarter finns listade i Catalogue of Life.